# Solesino
Solesino là một đô thị thuộc tỉnh Padova vùng Veneto, located about 50 km về phía tây nam của Venezia và cách khoảng 30 km về phía tây nam của Padova. Tại thời điểm ngày 31 tháng 12 năm 2004, đô thị này có dân số 7.068 người và diện tích 10,3 km².
Solesino giáp các đô thị: Granze, Monselice, Pozzonovo, Sant'Elena, Stanghella.